# 플랑탱-모레투스 박물관
플랑탱-모레투스 박물관(네덜란드어: Museum Plantin-Moretus, 프랑스어: Musée Plantin-Moretus)은 벨기에 안트베르펜에 있는 인쇄 박물관이다. 16세기 인쇄업자 크리스토프 플랑탱과 얀 모레투스의 작품에 초점을 맞춘다. 크리스토프 플랑탱과 얀 모레투스의 이전 거주지이자 인쇄소였던 플랑탱 프레스에 위치하고 있다. 2005년부 유네스코 세계문화유산으로 지정되었다.